# Therapis flavicaria
Therapis flavicaria är en fjärilsart som beskrevs av Ignaz Schiffermüller 1775. Therapis flavicaria ingår i släktet Therapis och familjen mätare. Inga underarter finns listade i Catalogue of Life.

## Bildgalleri

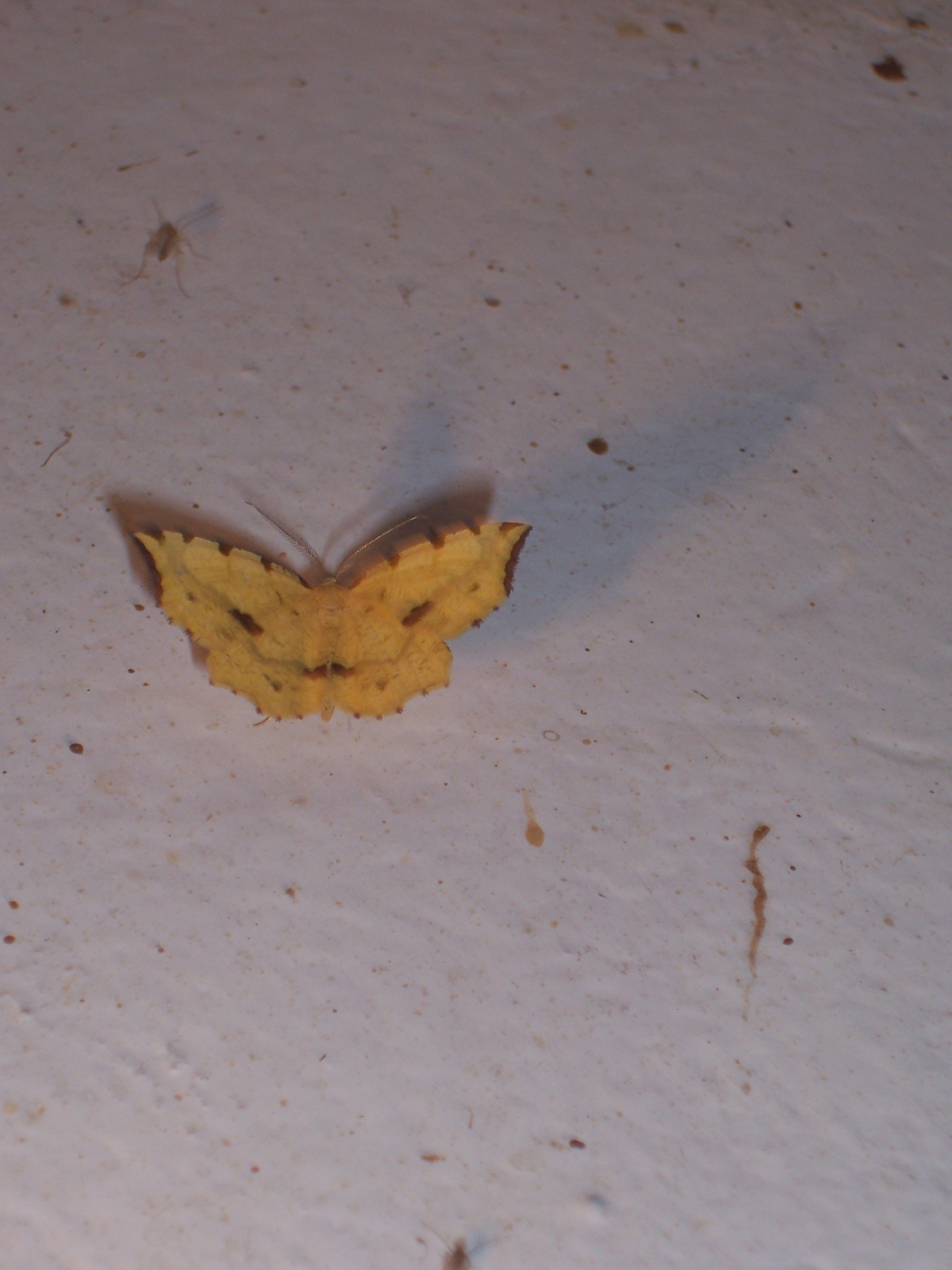
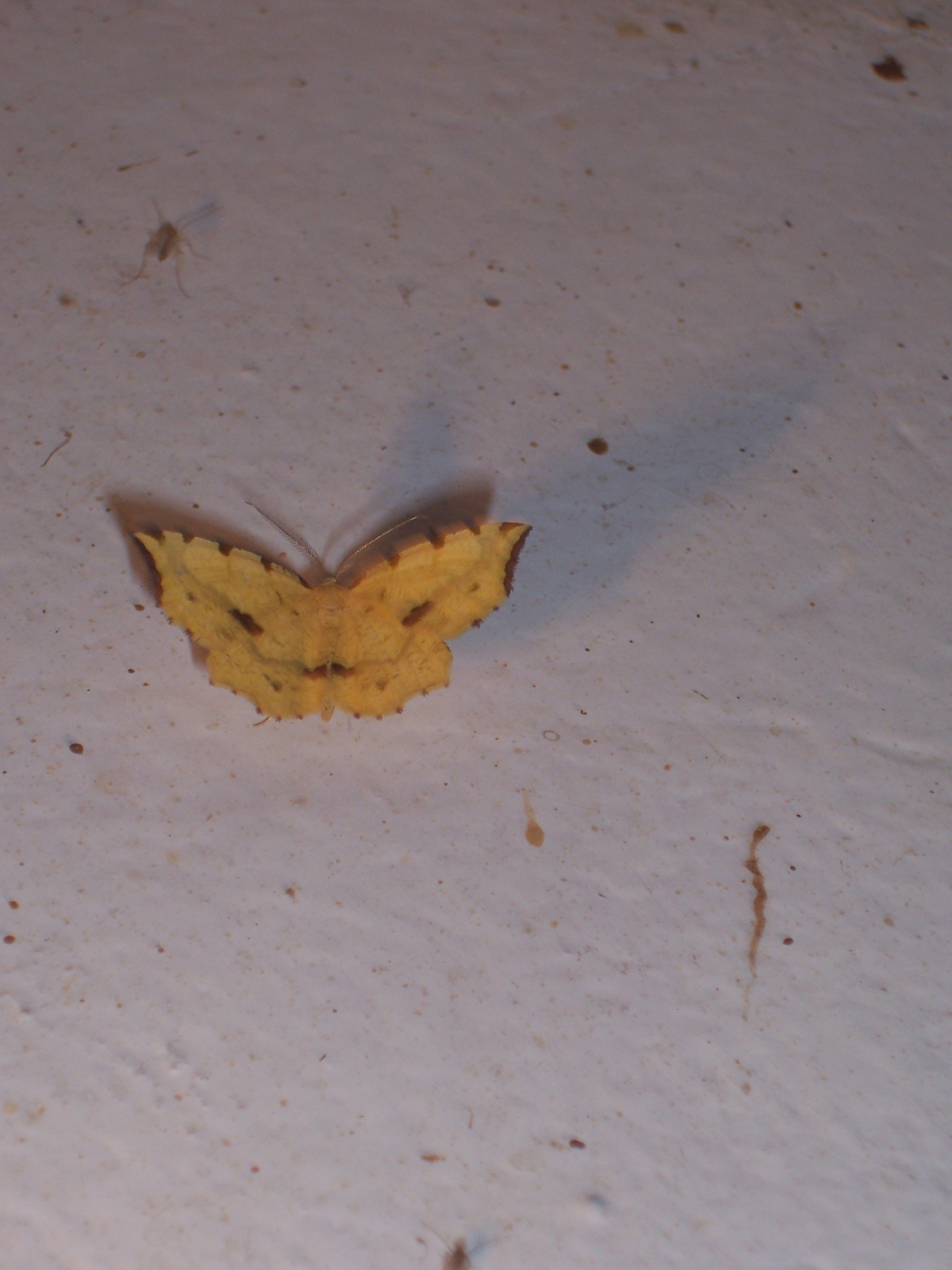